# Itame ochrifascia
Itame ochrifascia là một loài bướm đêm trong họ Geometridae.